# Интернациональное муниципальное образование
Интернациональное муниципальное образование — сельское поселение в Краснокутском районе Саратовской области. Административный центр — село Интернациональное.

## Население
| 2010  | 2011  | 2012  | 2013  | 2014  | 2015  | 2016  |
| ----- | ----- | ----- | ----- | ----- | ----- | ----- |
| 1615  | ↘1612 | ↘1579 | ↗1587 | ↘1579 | ↘1567 | ↘1560 |
| 2017  | 2018  | 2019  | 2020  | 2021  |       |       |
| ↘1535 | ↘1514 | ↘1486 | ↘1462 | ↘1408 |       |       |

## Состав сельского поселения
| № | Населённый пункт  | Тип населённого пункта       | Население |
| - | ----------------- | ---------------------------- | --------- |
| 1 | Ворошилово        | село                         | 10        |
| 2 | Ильинка           | село                         | 51        |
| 3 | Интернациональное | село, административный центр | ↘831      |
| 4 | Калинино          | село                         | 0         |
| 5 | Коммунист         | село                         | 9         |
| 6 | Рекорд            | село                         | ↗714      |
| 7 | Шишки             | село                         | 0         |